# Ezüstpagoda
Az Ezüspagoda (khmer nyelven:  វត្តឧបោសថរតនារាម Vat Ubaoszoth Ratanaram) egy buddhista templom Kambodzsa fővárosában, Phnompenben. Ismeretes még a Smaragdbuddha templomaként is. Padlóját öttonnányi ezüstlap borítja.

## Története
A pagoda a királyi palotának helyet adó komplexumon belül, annak déli részén található. Norodom király uralkodása  (1860-1904) alatt, 1892-1902-ben építették fából és téglából a bangkoki királyi palota inspirációjára.  1903. február 5-én avatták fel. A pagoda a királyi család imádkozóhelyének készült, szerzetesek nem szolgálnak benne. Amikor a királyi család és a komplexumban dolgozó hivatalnokok buddhista ünnepeket tartottak, más vallási létesítményekből hívtak át szerzeteseket. Norodom Szihanuk kambodzsai király egy éven át élt a templomban, mielőtt 1947. július 31-én belépett a szerzetesek közé.
A templom később megsérült, ezért 1962-ben újjáépítették. A régi szerkezetet elbontották, és a fa-tégla építőanyag helyett vasbetont használtak. A padló ekkor kapta meg a templomnak nevet adó ezüstborítást. Az épülethez Olaszországból hozatott márványból készült lépcső vezet.
A pagoda túlélte a vörös khmerek rémuralmát, mivel a kommunisták megkímélték, hogy úgy tűnjenek fel a külvilág számára, mint akiknek számít Kambodzsa gazdag kulturális öröksége. Mindazonáltal a pagodában felhalmozott értékek több mint fele elveszett; ellopták vagy megsemmisült a vietnámi csapatok 1979. januári offenzívája után.
A pagoda padlóját 5329 ezüstlap borítja, amelynek összsúlya öt tonna. A padló nagyobb részét beborították, hogy így védjék az ezüstlapokat. A templomban számos nemesfém Buddha-szobor található. A templom másik névadója a smaragdbuddha, amely a terem közepén ül trónján, egy aranyozott posztamensen. Anyaga Baccarat-kristály. Van egy életnagyságú, kilencven kilogrammos színarany Buddha-szobor is, amelyet 2086 gyémánt díszít. A legnagyobb 25 karátos. A dísztárgyakat a palota műhelyei készítették 1906-1907-ben.
A pagodában elhelyeztek egy miniatűr ezüst-arany sztúpát is, amelyben egy Buddha-ereklyét (Buddha állítólagos hamvait) tartanak. A hamvakat Srí Lankáról hozta egy szerzetes 1956-ban. Tőle balra egy nyolcvan kilogrammos bronz, jobbra egy ezüst Buddha-szobor található. A pagodásban összesen 1650 műtárgy van, amelyet a király, a királyi család és magas méltóságokat betöltő emberek ajándékoztak a templomnak, amikor ott imádkoztak a békéért és jólétért.

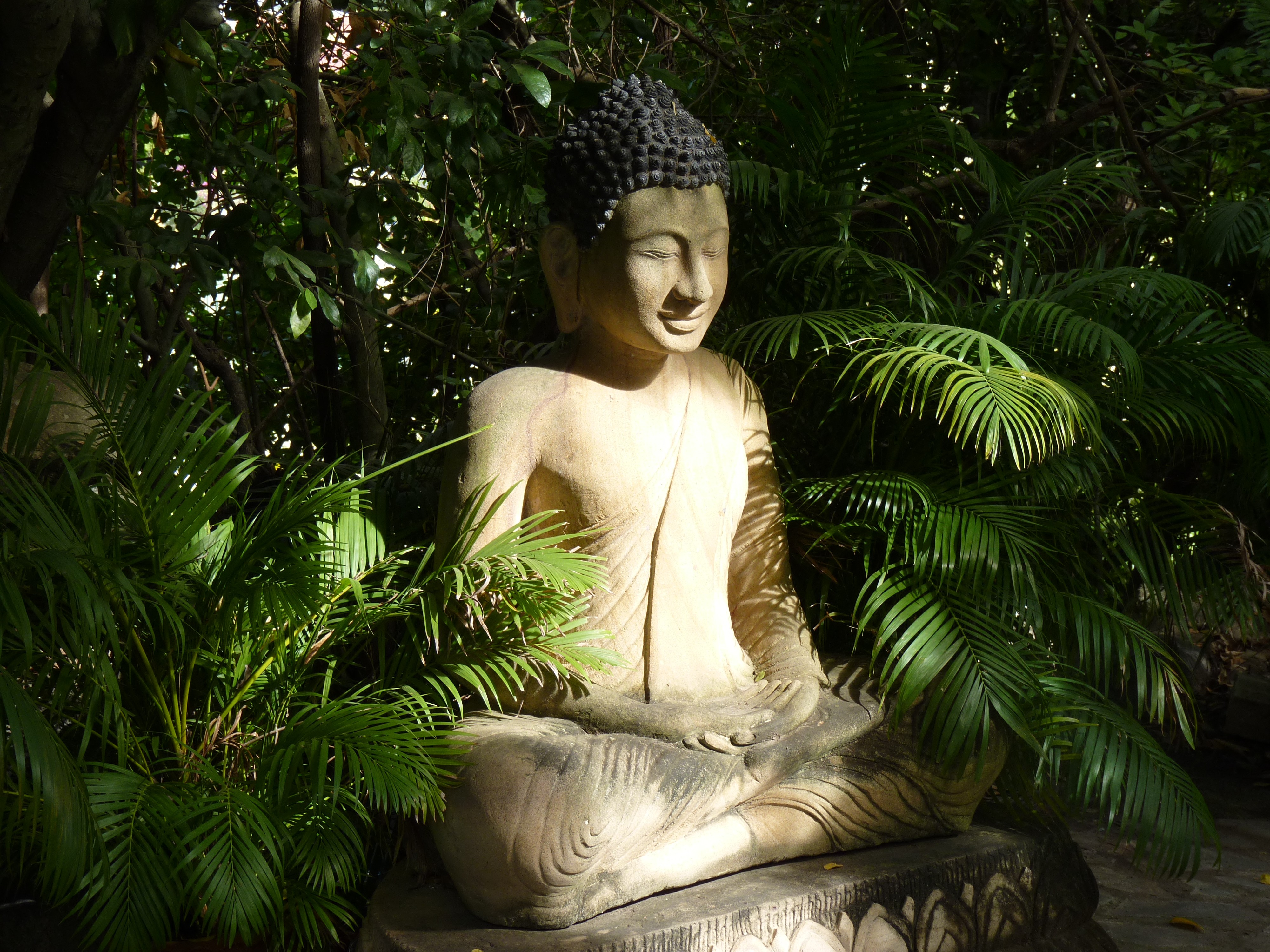
Buddha-szobor
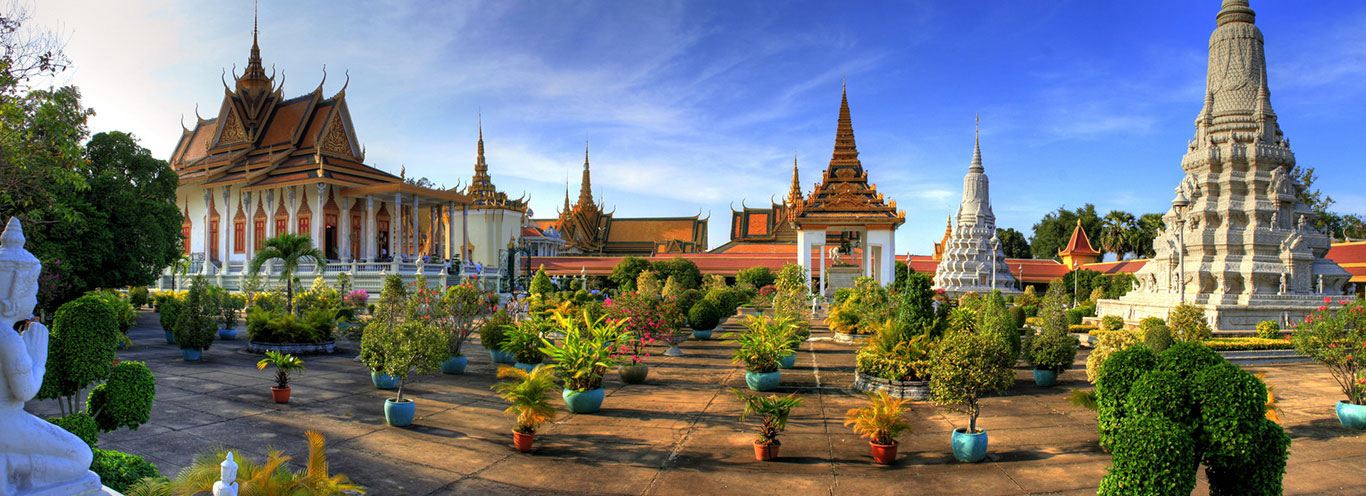
A pagoda környezete
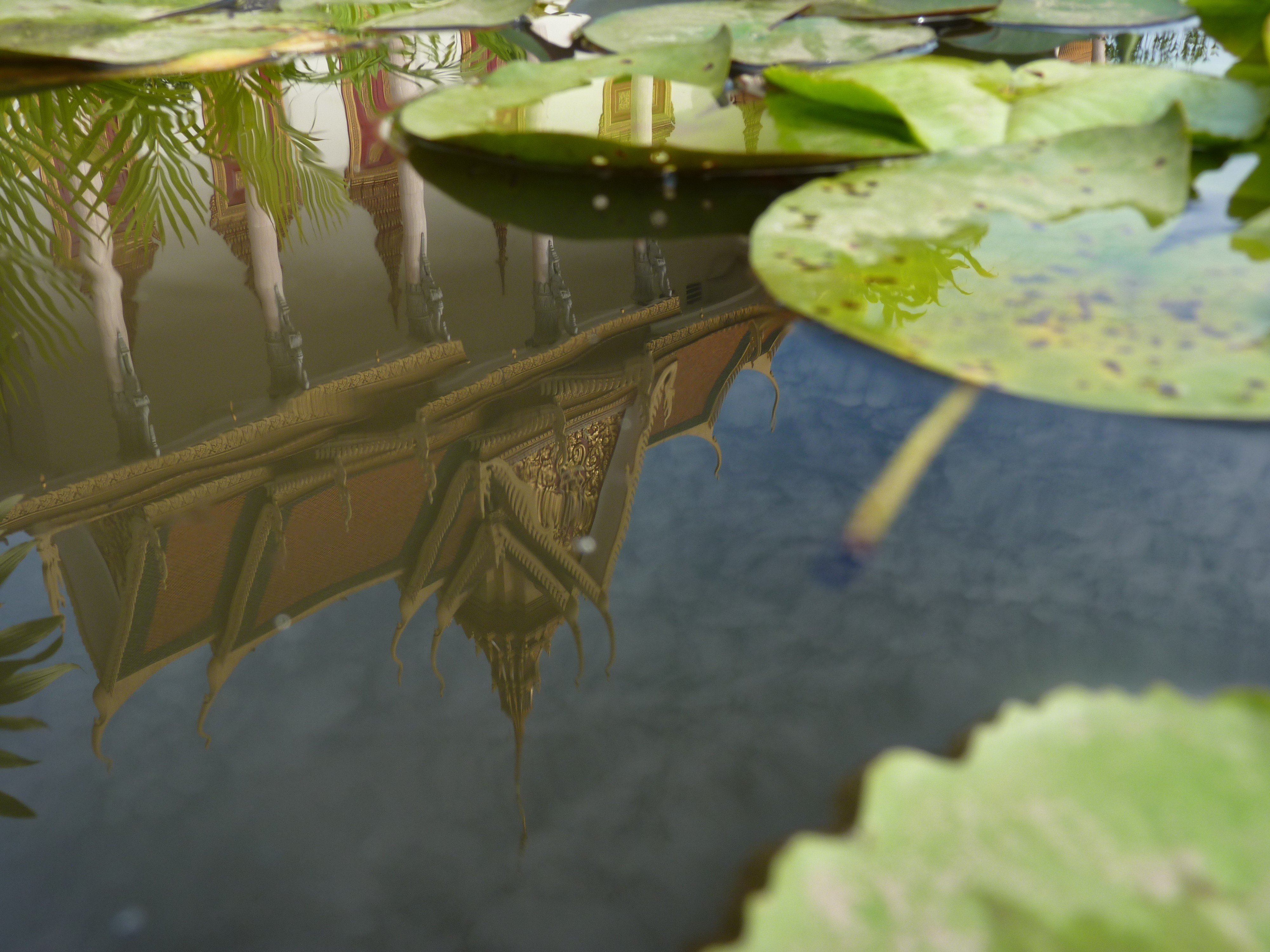
A pagoda tükröződése